# Kymerská kočka

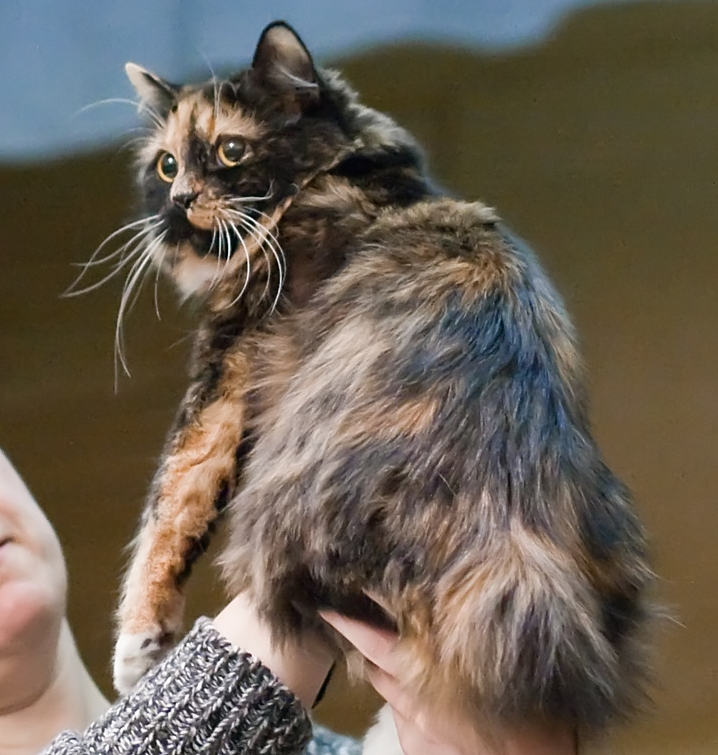
Kymerská kočka (tato je konkrétně z Finska)

Kymerská kočka je jednou z plemen s přirozeně zakrnělým ocasem. Tato kočka si získala včetně označení "kymerka" taky název Cymric cat což se dá přeložit také jako "kočka pocházeící z Walesu". Od manských koček se příliš neliší, jedná se pouze o dlouhosrstou variantu.

## Historie
Ostrov Man leží v Irském moři poblíž Walesu. Na tomto ostrově se bezocasé kočky vyskytovaly již před staletími. Hádá se, že je to v důsledku náhodné genetické mutace. Uzavřená ostrovní populace zajistila rozšíření genu. V podstatě se jedná o dlouhosrstou sestřenici manské kočky. V chovech krátkosrstých manxů se občas rodila koťata s dlouhou srstí. Šlechtitelé toho poznatku využili. Nakonec tato odchylka posloužila v USA (přesněji řečeno v Kanadě), kde byl v 60. letech 20. století položen základ tohoto plemene. Tato země je vůbec světovou velmocí, co se plemen koček týče, mimo jiné vyšlechtili i plemeno toyger. Kymerské kočky jsou uznávané nejen u CFA a TICA, ale i u FIFe (kategorie 3, EMS kód:CYM), která ale plemeno uznala až v roce 2006.

## Popis
Přestože má kočička poměrně zavalitý vhled a má zakrnělý ocas, skáče a šplhá stejně dobře jako ostatní kočky. Je střední velikosti. Hlava je kulatá s rozvinutými lícními kostmi a posazená na krátkém svalnatém krku. Oči lze popsat jako zaoblené, nechráněné a velké, dokonce může mít každé jinou barvu. Uši můžeme označit jako středně velké, u kořene široké se zaoblenými špičkami, nejsou posazeny příliš vysoko. Čumák je krátký s prohnutou linií. Tlapky jsou nevelké a kulaté. Trup je dobře osvalený a mohutný. Znakem tohoto pleme jsou i krátká záda s hlubšími boky. Přední nohy jsou silné a jsou mnohem kratší než zadní. Obvykle se dožívají 15let. Hmotnost jedinců se pohybuje okolo 3,5 kg - 6 kg.

### Výstavy
Pro výstavní účely jsou svoleny tři délky ocasu - „rumpy“, která nemá ocas vůbec. Potom je tu „rumpy-riser“ je kočka s křížovými obratli (s max. 3 obratli), avšak bez ocasních obratlů. Nakonec se povoluje ještě „stumpy“, která ocas má, ale je kráký a tupý.
Včetně těchto variant se vyskytují i „longie“ (vyznačuje delším ocasem než „stumpy“, i tak však není plné délky) a „tailed“ (pyšní se ocasem normální délky).
Tyto dva typy ("rumpy" a "longie") se nevystavují, i tak však mohou být využity v chovu. Gen způsobující zakrnělý ocas kymerských a manských koček je bohužel v homozygotní formě (obě alely genu nesou danou mutaci) neslučitelný se životem, proto je zakázáno připouštění dvou jedinců se zakrnělým ocasem - zhruba ¼ koťat z vrhu by totiž byla neživotaschopná - homozygoté. První kočky byly vystavovány už kolem roku 1890 na evropských výstavách. Pokud se na výstavu chystáte, můžete svého mazlíčka týden před jeho velkým dnem vykoupat nebo srst pravidelně pudrovat neparfémovaným a nemastným mastkovým pudrem.

### Srst
Pro kymerské kočky je polodlouhá, jemná, pružná, hustá, dvojitá, dobře přiléhající srst s podsadou typickým znakem. Toto plemeno má všechny barvy, kombinace i kresby, není ani nijak limitován výskytem bílé. Kolem krku tvoří dlouhá srst jakýsi límec. Dlouhá srst pokrývá i zadní končetiny, jako je tomu u angorských koček. Má mírný sklon k plstění srsti.

### Česání
Srst je dobré kartáčovat nejprve jemným kartáčem a pak až pročesávat hrubým hřebenem. Pro lesk srsti můžete chloupky přetřít semišovým hadříkem. Pokud kočka líná je třeba pročesávat srst častěji. Před výstavou je třeba se srsti věnovat intenzivněji.

## Povaha
Kymerská kočka je velmi učenlivá, družná, důvěřivá, vlídná, vyrovnaná, příjemná, hravá a milá. Většinou bývá tolerantní a nekonfliktní, proto je oblíbená u rodin s dětmi. I přesto, že je celkem aktivní ocení i klidné chvilky na klíně. Také je důležité dodat, že se velmi dobře snese s ostatními kočkami a i zvířaty jiného druhu (například se psy). Dokonce je pro ni dobré, pořídit jí nějakého zvířecího kamaráda. Nebývá agresivní. A snaží se utužovat vztahy s členy rodiny. Nemyslete si ale, že nemá vlastní hlavu, jako jiné kočky. Umí být i dost paličatá. V jídle je poměrně vybíravá. Charakteristický pohyb pro toto plemeo je pohyb, který se podobá skokům králíka.

## Péče
Hodí se pro začínající chovatele. Pokud uvažujete o koupi této přívětivé kočičky, zamyslete se nejprve nad tím, že je třeba toto plemeno alespoň jednou týdně česat, jednou měsíčně kontrolovat stav uší, drápků a dutiny ústní, na podobnou manipulaci zvykat již od kočičího věku. Díky své učenlivosti se lehce naučí chodit na vodítku, anebo aportovat. Kymerskou kočku řadíme mezi středně náročná plemena. Krmit ji můžete buď vhodným granulemi (s výběrem vám může pomoct veterinář nebo zkušený chovatel. Nejlepší je volit holistické granule bez obilovin s vysokým podílem masa), jako doplněk stravy se hodí i oblíbené kapsičky. Vhodné je pro ni čisté a libové maso. Mléčné výrobky podávejte v omezeném množství a výlučně ty, které prošly fermentací - živý jogurt, zakysanou smetanu atd. Pokud plánujete kočičku umístit do bytu, není to problém, ovšem je třeba pořídit jí truhlík s nezávadnou trávou, jejíž konzumací si kočka vytváří imunitu proti různým zdravotních potíží způsobených trichobezoáry. Kočička také uvítá šplhadlo, škrabadlo či další prolézačky.

## Zdraví
Kymerské kočky jsou v podstatě velmi zdravé a dlouhověké plemeno. I tak jsou však někteří (zejména kastrovaní a starší) jedinci náchylní k obezitě. Častým problémem těchto koček je tvorba zubního kamene a následné záněty dásní. Proto je třeba se před pořízením kočičky informovat u veterináře na případné čištění zubů atd. Jedním ze zdravotních aspektů je u bezocasých variant rozštěp páteře. Kočky jsou často podrobeny podrobnému vyšetření, například na Feline Leukemia Virus atd.

## Chovatelské stanice
Kymerská kočka je jedno z mála přirozeně bezocasých kočičích plemen. V ČR na kočku narazíme jen výjimečně. Chovatelské stanice těchto kočiček musíme hledat za hranicemi ČR. Jde o velmi vzácné plemeno, což se taky podepisuje na jeho ceně.